# Circuit du Westhoek-Mémorial Stive Vermaut féminin 2019
Le Circuit du Westhoek-Mémorial Stive Vermaut féminin 2019 est la 2e édition de cette course cycliste sur route. Il a eu lieu le 10 mars 2019 dans la province de Flandre-Occidentale, en Belgique, et fait partie du calendrier international féminin UCI 2019 en catégorie 1.1.
La course est finalement annulée à cause du vent violent.

## Parcours
La course se déroule proche de la côte de la mer du nord et est pratiquement parfaitement plate.

## Équipes
| Équipes féminines professionnelles (9)- Astana Women's - Biehler Pro Cycling - Bizkaia-Durango - Doltcini-Van Eyck Sport - Health Mate-Ladies Team - Lotto Soudal Ladies - Mexx-Watersley International - Parkhotel Valkenburg-Destil - Sopela Équipes nationales (2)- Belgique - Grande-Bretagne Équipe féminines amateur (13)- Andy Schleck Cycles-Immo Losch - Brother UK-Tifosi-OnForm - Equano - Isorex - Jan van Arckel - Jos Feron Lady Force - Keukens Redant - Multum Accountants - Rytger - Team Stuttgart - Torelli-Assure - VC Morteau Montbenoit - Wielerclub de sprinters Malderen |
| |

## Classements

### Classement final
| \| Classement général \| Classement général \| Classement général \| Classement général \| Classement général \| \| Coureuse \| Coureuse \| Pays \| Équipe \| Temps \| \| ------------------ \| ------------------ \| ------------------ \| ------------------ \| ------------------ \| |          |      |        |       |
| |          |      |        |       |
| |          |      |        |       |
| Classement général |          |      |        |       |
| Coureuse | Coureuse | Pays | Équipe | Temps |

### Points UCI
| Position           | 1er | 2e | 3e | 4e | 5e | 6e | 7e | 8e | 9e | 10e | 11e | 12e | 13e à 15e | 16e à 25e |
| Classement général | 125 | 85 | 70 | 60 | 50 | 40 | 35 | 30 | 25 | 20  | 15  | 10  | 5         | 3         |